# Fútbol femenino en los Juegos Asiáticos de 2002
El torneo de fútbol femenino en los Juegos Asiáticos de 2002 se celebró en Corea del Sur, del 2 al 11 de diciembre de 2002.

## Equipos participantes
En cursiva, los debutantes en fútbol femenino en los Juegos Asiáticos.
| Equipos participantes | Equipos participantes |
| --------------------- | --------------------- |
| China                 | Corea del Sur         |
| China Taipéi          | Japón                 |
| Corea del Norte       | Vietnam               |

Al igual que en el certamen inaugural, los seis equipos jugaron en una competencia de todos contra todos.

## Resultados
| Pos. | Equipo          | Pts. | PJ | G | E | P | GF | GC | Dif. |
| ---- | --------------- | ---- | -- | - | - | - | -- | -- | ---- |
| 1    | Corea del Norte | 13   | 5  | 4 | 1 | 0 | 8  | 0  | +8   |
| 2    | China           | 11   | 5  | 3 | 2 | 0 | 11 | 3  | +8   |
| 3    | Japón           | 10   | 5  | 3 | 1 | 1 | 8  | 3  | +5   |
| 4    | Corea del Sur   | 6    | 5  | 2 | 0 | 3 | 6  | 8  | −2   |
| 5    | China Taipéi    | 1    | 5  | 0 | 1 | 4 | 2  | 7  | −5   |
| 6    | Vietnam         | 1    | 5  | 0 | 1 | 4 | 2  | 16 | −14  |

 Fuente: RSSSF
| 2 de octubre de 2002, 17:03 | Corea del Sur                                                         | 4:0 (3:0) | Vietnam | Estadio de Changwon, Changwon |  |
|                             | Hwang In-sun 17' · Kwak Mi-hee 31' · Lee Ji-eun 43' · Cha Sung-mi 56' | Reporte   |         |                               |  |

| 2 de octubre de 2002, 17:03 | China         | 1:0 (1:0) | China Taipéi | Estadio Gudeok, Busan |  |
|                             | Fan Yunjie 4' | Reporte   |              |                       |  |

| 2 de octubre de 2002, 19:23 | Japón | 0:1 (0:0) | Corea del Norte  | Estadio Gudeok, Busan |  |
|                             |       | Reporte   | Jin Pyol-hui 87' |                       |  |

| 4 de octubre de 2002, 17:03 | Japón                     | 3:0 (2:0) | Vietnam | Estadio de Changwon, Changwon |  |
|                             | Otani 23', 43' · Sawa 89' | Reporte   |         |                               |  |

| 4 de octubre de 2002, 17:03 | Corea del Sur                          | 2:1 (1:0) | China Taipéi        | Estadio Yangsan, Yangsan |  |
|                             | Hong Kyung-suk 25' · Jung Jung-suk 48' | Reporte   | Chen Shu-chiung 50' |                          |  |

| 4 de octubre de 2002, 19:23 | Corea del Norte | 0:0     | China | Estadio de Changwon, Changwon |  |
|                             |                 | Reporte |       |                               |  |

| 7 de octubre de 2002, 17:03 | Corea del Sur | 0:1 (0:1) | Japón    | Estadio Masan, Changwon |  |
|                             |               | Reporte   | Sawa 15' |                         |  |

| 7 de octubre de 2002, 17:03 | China                                              | 4:1 (2:1) | Vietnam             | Estadio Gudeok, Busan |  |
|                             | Ren Liping 3', 46' · Gao Hongxia 16' · Bai Jie 53' | Reporte   | Quách Thanh Mai 19' |                       |  |

| 7 de octubre de 2002, 19:23 | China Taipéi | 0:1 (0:0) | Corea del Norte | Estadio Masan, Changwon |  |
|                             |              | Reporte   | Ri Hyang-ok 55' |                         |  |

| 9 de octubre de 2002, 17:03 | China Taipéi        | 1:1 (0:0) | Vietnam              | Estadio Yangsan, Yangsan |  |
|                             | Chen Shu-chiung 88' | Reporte   | Đoàn Thị Kim Chi 70' |                          |  |

| 9 de octubre de 2002, 17:03 | China            | 2:2 (0:2) | Japón                   | Estadio de Changwon, Changwon |  |
|                             | Bai Jie 48', 56' | Reporte   | Miyamoto 19' · Sawa 28' |                               |  |

| 9 de octubre de 2002, 19:03 | Corea del Sur | 0:2 (0:2) | Corea del Norte                    | Estadio Gudeok, Busan |  |
|                             |               | Reporte   | Ri Hyang-ok 26' · Jin Pyol-hui 36' |                       |  |

| 11 de octubre de 2002, 15:03 | Vietnam | 0:4 (0:2) | Corea del Norte                                           | Estadio de Changwon, Changwon |  |
|                              |         | Reporte   | Jin Pyol-hui 17', 43' · Ri Kum-suk 65' · Yun Yong-hui 74' |                               |  |

| 11 de octubre de 2002, 15:03 | China Taipéi | 0:2 (0:2) | Japón                        | Estadio Masan, Changwon |  |
|                              |              | Reporte   | Kobayashi 11' · Miyazaki 14' |                         |  |

| 11 de octubre de 2002, 17:23 | Corea del Sur | 0:4 (0:1) | China                                                        | Estadio de Changwon, Changwon |  |
|                              |               | Reporte   | Li Jie 14' · Zhao Lihong 64' · Ren Liping 69' · Meng Jun 85' |                               |  |

|                                             |
| Bandera de Corea del Norte                  |
| Campeón invicto Corea del Norte 1.er título |

## Posiciones finales
| Pos               | Equipo          | PJ | G | E | P | GF | GC | DG  | Pts |
| ----------------- | --------------- | -- | - | - | - | -- | -- | --- | --- |
| Medalla de oro    | Corea del Norte | 5  | 4 | 1 | 0 | 8  | 0  | +8  | 13  |
| Medalla de plata  | China           | 5  | 3 | 2 | 0 | 11 | 3  | +8  | 11  |
| Medalla de bronce | Japón           | 5  | 3 | 1 | 1 | 8  | 3  | +5  | 10  |
| 4                 | Corea del Sur   | 5  | 2 | 0 | 3 | 6  | 8  | −2  | 6   |
| 5                 | China Taipéi    | 5  | 0 | 1 | 4 | 2  | 7  | −5  | 1   |
| 6                 | Vietnam         | 5  | 0 | 1 | 4 | 2  | 16 | −14 | 1   |